# 胡元澄
胡元澄（越南语：／?，1374年—1446年，原姓黎名元澄，胡朝開國後改為胡元澄，又稱胡澄，降附明朝後改為黎澄），字孟源，號南翁。本為越南權貴及胡朝君主胡季犛的長子，曾任陳朝司徒、胡朝左相國等職。後來被明軍俘獲，在明朝官至工部尚書。著有關於越南史文的《南翁夢錄》傳世。另外，又因他善長兵器，成為一代兵器家，被明代軍士奉為「火器之神」。

## 生平

### 出身權家
胡元澄（原姓黎）外祖父阮聖訓曾任陳仁宗朝的中書侍郎。父親黎季犛是陳朝末年的炙手可熱的權臣，黎元澄亦獲授官職。1394年（陳光泰七年）十一月，黎元澄被授為上林寺的判寺事。1399年（陳建新二年）六月，黎元澄獲任司徒一職。
1400年（胡聖元元年），黎季犛篡位，改姓胡，是为越南胡朝开国君主。而胡元澄則獲授以左相國之職，並封為衞王。
胡元澄雖是長子，但父親胡季犛卻另立兒子胡漢蒼為後嗣，這使胡元澄的地位甚為尷尬。為此，胡季犛曾借硯來比喻說：「此一卷奇石，有時為雲為雨，以潤生民」，並要求元澄對答，以觀其志。胡元澄便回對：「這三寸小松，他日作棟作梁，以扶社稷。」胡季犛這便明白到元澄並無不滿，於是決定立胡漢蒼為太子。胡季犛還十分在意元澄和漢蒼的關係，曾寫詩告戒他們「天也覆，地也載，兄弟二人如何不相愛？嗚呼哀哉兮歌慷慨！」
其頭銜被俘時為：推誠守正翊贊弘化功臣、雲屯鎮兼歸化鎮嘉興等鎮諸軍事節度大使、洮江管內觀察處置等使、使持節雲屯歸化嘉興等鎮諸軍事、領東路天長府路大都督府、特進、開府儀同三司、入內檢校、左相國、平章軍國事、賜金魚袋、上柱國、衛國大王

### 亡國被虜
胡朝建立後，卻惹來了中國明朝的干涉。1405年（胡開大三年），胡漢蒼（當時為皇帝）召開御前會議，討論或戰或和。左相國胡澄則認為：「臣不怕戰，但怕民心之從違耳。」對於戰事並無信心。其後，明軍侵入越南。1407年（胡開大三年）農曆二、三月期間，胡澄領軍對抗明軍，不利，與胡季犛、胡漢蒼等分途逃竄。五月，胡澄、胡季犛、胡漢蒼都被明軍所擒，胡朝滅亡。九月乙卯（西曆4月8日明實錄‧
），胡澄與一干俘虜被帶到南京，他本人獲赦，明廷「命有司給衣食」。

### 入仕於明
胡元澄（入明後，在其著作《南翁夢錄》及中國文獻中稱他為黎澄）雖然經歷了國破家亡後，但因他善長兵器，能造神槍火器，所以獲明朝授以官職。據《明實錄》記載，明成祖授命他「督造兵使局銃箭、火藥」。
這連黎澄也感到意外，慨歎說自己「出自幽谷，遷于喬木，溝斷之餘，濫同成器，豈非先人之澤未割？乃得生逢聖世，深沐堯仁，而有此奇遇也歟！」黎澄的官運甚為亨通，曾任工部主事、郎中內臣、右侍郎等職。至1445年（明正統十年）農曆六月甲寅（西曆7月16日），更從工部左侍郎升遷至工部尚書。
1446年（明正統十一年）農曆七月丙子（西曆8月2日），黎澄去世，獲賜祭葬。

## 著作
黎澄在明朝工部任職時，有感於故國越南人物「自昔蕃盛，豈可以偏方而遽謂無人乎哉！前人言行才調，多有可取者，至於兵火之間，書籍灰燼，遂令泯滅無聞，可不惜歟？興思及此，尋繹舊事，遣亡殆盡，猶得百中之一二，集以為書」，又因為書中的人物「昔甚繁華，時遷事變，畧無遺跡，惟我一人，知而道之。非夢而何」，因而把自己的南翁一號冠在書名之前，稱為《南翁夢錄》。

## 家庭
- 太父之外祖：阮聖訓[4]
- 父：胡季犛[7]
- 弟：胡漢蒼[7]
- 子：黎叔林，繼承胡元澄「督造軍器」。[14]
- 孫：黎世寧[14]

## 評價
- 胡元澄雖在越南政治裡經歷過戰敗被俘的遭遇，但他的兵器知識最終也被明朝朝廷賞識，明代軍士甚至奉他為「火器之神」。[17]
- 胡元澄的撰著之才，亦甚得稱頌。明人胡濙就說他的《南翁夢錄》「以至褒賛節義，則感慨激烈，可以厲風俗，稱揚述作，則清新俊逸，可以怡性情」，並讓越南历史上的先賢「敷張於中夏，徧聞於郡邑，抑且播聲光於後世」[21]與胡元澄同為入仕於明的越南人宋彰讚賞他「文章政事，兩濟其美」，並使越南「使前人湮沒之餘，一旦言行彰彰然表暴於世。」[23]近代中國學者孫毓修亦認為越南史料在中國流傳的不多，胡元澄寫成了《南翁夢錄》，可以說是「可喜亦可觀」。[24]
- 中國明末時的史家談遷則綜合評論胡元澄說：「自漢以來，遠夷俘隸，得列交戟，叨右職，而令終為難。黎澄以季犛之逆屬，傾否圖新，白首冬署，雖僅效神槍之技，亦秺侯之流亞也。讀《南翁夢錄》，述陳氏興替，愴然有餘悲焉。首丘之感，夫所謂『越吟』耶！」[19]

### 引用
1. ↑  劉仲敬 <中國窪地> P195
2. ↑  . 中国历代新政通鉴. 当代中国出版社. 1999: 2011  [2021-08-23]. ISBN 978-7-80092-886-4. （原始内容存档于2021-08-23） （中文）. |issue=被忽略 (帮助)
3. ↑  北京大学. 韩国学研究中心. . 北京大学韩国学研究中心专著. 北京大学出版社. 1993: 51  [2021-08-23]. ISBN 978-7-301-02093-7. （原始内容存档于2021-08-23） （中文）.
4. 1 2  《黎澄《南翁夢錄》（收錄於孫毓修《涵芬樓秘笈》第九集），北京圖書館出版社版（舊鈔本），872頁。
5. ↑  吳士連等《大越史記全書‧本紀全書‧陳紀‧陳順宗》，東京大學東洋文化硏究所校合本，469頁。
6. ↑  吳士連等《大越史記全書‧本紀全書‧陳紀‧陳少帝》，東京大學東洋文化硏究所校合本，476頁。
7. 1 2 3 4  吳士連等《大越史記全書‧本紀全書‧陳紀‧附胡季犛、漢蒼
》，東京大學東洋文化硏究所校合本，477頁。
8. 1 2  吳士連等《大越史記全書‧本紀全書‧陳紀‧附胡季犛、漢蒼》，東京大學東洋文化硏究所校合本，487頁。
9. ↑  談遷《國榷》說胡元澄被俘時，其稱號是「偽衞王」，見卷十四，成祖永樂五年九月乙卯條，北京中華書局版，995頁。
10. ↑  吳士連等《大越史記全書‧本紀全書‧陳紀‧附胡季犛、漢蒼》，東京大學東洋文化硏究所校合本，485頁。
11. ↑  《明實錄‧太宗文皇帝實錄》卷七十一
12. ↑  吳士連等《大越史記全書‧本紀全書‧後陳紀‧簡定帝》，東京大學東洋文化硏究所校合本，493-494頁。
13. ↑  《明實錄‧太宗文皇帝實錄》卷七十一，永樂五年九月乙卯條，茲參考李國祥《明實錄類纂‧涉外史料卷》，605-606頁。
14. 1 2 3  《明實錄‧憲宗實錄》卷六十六，成化五年四月甲子條，茲參考李國祥《明實錄類纂‧人物傳記卷‧黎叔林》，567頁。
15. ↑  . 河南人民出版社. 1987: 699  [2021-08-23]. （原始内容存档于2021-08-23） （中文）.
16. ↑  黎澄《南翁夢錄·詩兆餘慶》（收錄於孫毓修《涵芬樓秘笈》第九集），北京圖書館出版社版（舊鈔本），872-873頁。
17. 1 2  《東南亞歷史詞典‧「胡元澄」條》，上海辭書出版社版，297頁。
18. ↑  談遷《國榷》卷二十六，英宗正統十年六月甲寅條，北京中華書局版，1686頁。
19. 1 2  談遷《國榷》卷二十六，英宗正統十一年七月丙子條，北京中華書局版，1703頁。
20. ↑  黎澄《南翁夢錄‧序》（收錄於孫毓修《涵芬樓秘笈》第九集），北京圖書館出版社版（舊鈔本），833-834頁。
21. 1 2  《南翁夢錄》胡濙《序》（收錄於孫毓修《涵芬樓秘笈》第九集），北京圖書館出版社版（舊鈔本），829頁。
22. ↑  . 越南漢文小說叢刋. 法國遠東學院. 1986: 24  [2021-08-23]. （原始内容存档于2021-08-23） （中文）.
23. ↑  《南翁夢錄》宋彰《後序》（收錄於孫毓修《涵芬樓秘笈》第九集），北京圖書館出版社版（舊鈔本），877-879頁。
24. ↑  《南翁夢錄》孫毓修《跋》（收錄於孫毓修《涵芬樓秘笈》第九集），北京圖書館出版社版（舊鈔本），881頁。

## 外部連結
- （越南文）（中文）.   [2008-10-19]. （原始内容存档于2016-03-12）.